# Lac Văcărești
 (mai 2018).
Si vous disposez d'ouvrages ou d'articles de référence ou si vous connaissez des sites web de qualité traitant du thème abordé ici, merci de compléter l'article en donnant les références utiles à sa vérifiabilité et en les liant à la section « Notes et références ».
Le lac Văcărești est un lac artificiel de Bucarest situé dans le secteur 4 d'une superficie de 189 hectares, encadré par le Splaiul Unirii, la Șoseaua Vitan-Bârzești, la Calea Văcărești et la Șoseaua Olteniței. Il fait partie du parc naturel Văcărești.

## Construction
Le lac Văcărești de Bucarest a été réalisé en tant qu'aménagement de la rivière Dâmbovița. 

## Situation juridique du terrain
Selon le décret no 143 de mai 1988 signé par Nicolae Ceaușescu, il a été décidé que la situation juridique du terrain de la zone « d'aménagement du lac Văcărești » serait précisée ultérieurement suivant un acte normatif, selon l'article 16.
L'aménagement a été source d'expropriation et de destruction d'habitations.
À la suite des évènements de décembre 1989, un litige demeure.

## Tentative de valorisation après 1989
Un projet d'aménagement a été proposé lors du gouvernement d'Adrian Năstase comprenant un hippodrome, un terrain de golf, un centre de conférence, un centre d'exposition, un hôtel, une zone résidentielle... 
Tony Mikhael, instigateur du projet, a reçu en octobre 2002 une licence officielle pour son projet.
À la suite de certaines actions financières et situations juridiques, près de 100 procès ont été demandés d'être traités par la Cour internationale de justice.
Le projet ne s'est pas réalisé. Aujourd'hui, le terrain est propriété de l’État.

## Évolution dans le temps
Pendant près de 20 ans, la zone du lac a été laissé à l'abandon, permettant à la nature de se développer à de nombreuses espèces de s'installer.

## Nouveaux projets de valorisation
Depuis 2016, le parc est une zone protégée,.

## Qualité de l'eau
Le lac est connecté à un des cinq aquifères de la ville de Bucarest, qui l'alimente en eau douce.

## Faune et flore
Le parc contient des espèces caractéristiques de zones marécageuses : diverses espèces de saules, du sorgho d'Alep, des nénuphars.
Plus de 100 espèces d'oiseaux ont été observées dans le parc, qui accueille des espèces migratrices au printemps et à l'automne. On y trouve également des crapauds sonneurs, une espèce protégée, des loutres, des renards, des rats musqués, des tortues et des serpents,.